# Adolf Lischka
Adolf Lischka (* 16. Februar 1897 in Wrchhaben, Österreich-Ungarn; † 13. Mai 1945 in der Tschechoslowakei) war ein tschechoslowakischer Politiker (Sudetendeutsche Partei) deutscher Nationalität. Er war von August bis Oktober 1938 Abgeordneter des Tschechoslowakischen Abgeordnetenhauses.

## Leben und Werk
Lischka stammt aus einer Bauernfamilie. Er besuchte die Volksschule in Wrchhaben, die Bürgerschule in Dauba und war nach Abschluss des Lehrerseminars als Landwirtschaftslehrer in Leitmeritz tätig, trug den Professor-Titel und trat der 1935 umbenannten Sudetendeutschen Partei bei, für die er im gleichen Jahr als Abgeordneter für die Nationalversammlung der Tschechoslowakei kandidierte. Er zog in das Abgeordnetenhaus in Prag ein. Im September 1938 beteiligte er sich aktiv an Aktionen des Sudetendeutschen Freikorps gegen den tschechoslowakischen Staat, die zur Sudetenkrise, zum Münchener Abkommen und zur deutschen Besetzung des Sudetenlandes führten. Danach erlosch sein Mandat am 30. Oktober 1938.
Unmittelbar nach der Wiedergründung des Tschechoslowakei im Mai 1945 fand er den Tod. Seine letzte Ruhestätte befindet sich auf dem Stadtfriedhof in Karlsbad.